# Бальди, Ладзаро
Ладзаро Бальди, Ладзаро Бальдо (итал. Lazzaro Baldi, Baldо; ок. 1624, Пистоя, Тоскана — 30 марта 1703, Рим) — итальянский живописец, рисовальщик и гравёр академического направления периода барокко. Работал главным образом в Риме.

## Биография
Ладзаро Бальди родился в Пистое в Тоскане около 1624 года. Считается, что он был учеником малоизвестного художника Франческо Леончини в своём родном городе. Привлечённый успехом земляка-тосканца Пьетро да Кортоны в папском городе, он отправился в Рим. Историк искусства Лионе Пасколи в «Жизнеописаниях современных живописцев, скульпторов и архитекторов» (Vite de pittori, scultori ed architetti moderni, 1730) сообщал, что свои первые заказы Бальди получал от Пьетро да Кортоны, под руководством которого он осваивал технику фрески.
Первой значимой работой художника, вероятно, была алтарная картина с образом Святого Франциска, написанная в третьей капелле слева церкви Сан-Марко в Риме и относящаяся к периоду украшению церкви в 1653—1656 годах. Для папы Александра VII Бальди написал фреску «Давид и Голиаф» в Палаццо Квиринале.
Постепенно Бальди выработал собственный академический стиль живописи на основе барочной манеры Кортоны, который к тому времени доминировал в искусстве католического Рима. Он принял композиционные формулы и типологию, но не барочный импульс. В изображении пейзажа на него повлиял Гаспар Дюге — французский живописец-пейзажист, работавший в Риме и написавший пейзажный фон в композиции Бальди «Сотворение Адама и Евы».
Ладзаро Бальди также писал фрески для оратория Сан-Джованни-ин-Олео (1658), церквей Сан-Джованни-ин-Патмос (1660—1665) и Сан-Джованни-ин-Латерано. Он также написал алтарь Мученичества Святого Лазаря для церкви Санти-Лука-e- Мартинo на Римском форуме. Работал в Камерино, Пистое и Перудже (Каса Борджиа-Монтемеллино). Как гравёр Бальди известен благодаря офорту «Обращение Савла».
К последнему периоду его творчества относятся «Мученичество святого Андрея» в базилике Сант-Андреа-делле-Фратте и «Мадонна с Младенцем и со святым Антонием» в Палаццо Одескальки в Бассано-Романо. Его учеником был Филиппо Луци, с которым его связывала такжедружба, длившаяся двадцать лет.
В 1695 году Бальди стал принцепсом (президентом) Академии Святого Луки в Риме. Одним из его учеников был Бартоломео Чези и Джованни Доменико Бруджери.

## Галерея
- Иосиф и жена Потифара. 1703. Холст, масло
- Благовещение. Церковь Сантиссима Аннунциата, Сульмона
- Битва Константина и Максенция. Деталь фрески Джулио Романо в Станцах Ватикана (1520—1524). Копия Л. Бальди. 1650. Холст, масло. Эдинбургский университет
- Семья Дария перед Александром Великим. 1703. Холст, масло. Частное собрание
- Видение коронования Христа Святой Екатериной. Церковь Санта-Сабина, Рим
- Мадонна с Младенцем, святыми Карло и Франческо. Церковь Сан-Филиппо, Фоссомброне
- Рождество Марии. Церковь Санта-Пуденциана, Рим